# Могила Г.О. Оленіної (Андро) у м. Корець
Могила графині де Ланжерон, Андро Анни Олексіївни, мецентаки та можливо черниці Корецького жіночого монастиря (1808-1888), розташована на території Свято-Троїцького жіночого монастиря XVII століття. Пам'ятник на могилі становлено у 1985 році.

## Історія
У 16-літньому віці на одному з батьківських балів Анна Андро познайомилася з Пушкіним. Молодий поет  закохався у графиню, присвячував їй вірші, які потім увійшли до циклу “Оленіана”, й просив її руки, але батьки Андро шлюб не схвалили. Існують версії, що твори «Увы, язык любви болтливый…», «Ее глаза», «Не пой, красавица, при мне…» та інші поет присвятив графині Андро. 
Оленіна одружилася у 1840-му, після смерті Пушкіна, з офіцером Лейб-гвардії гусарського полку Федором Андро, що успадкував титул графа Ланжерона. Незабаром родина переїхала до Варшави, де чоловік протягом 14 років був президентом Польщі. 
Після смерті чоловіка графиня Андро переїхала жити до села Середня Деражня Новоград-Волинського повіту Волинської губернії, що неподалік ввід Корця, в маєток молодшої дочки графині Антоніни Уварової. У цей час при Корецькому жіночому монастирі діяв сирітський притулок для дівчаток, і заможна пані всіляко опікувалася закладом, стала його покровителькою та передала земельні наділи. Подарувала діамантовий фрейлінський шифр як прикрасу до ікони Божої Матері монастирської церкви. За багатьма даними, Андро стала черницею монастиря. Оленіна–Андро заповіла всі свої землі монастиреві та попросила поховати її на території обителі. Враховуючи її заслуги перед церквою, священний синод дав такий дозвіл.

## Опис об'єкта
На могилі встановлено надгробний пам'ятник, який розмістився на трьохступінчатому п'єдесталі. Виготовлений з шліфованого граніту, а у верхній частині увінчаний хрестом. В центрі висічено портрет Оленіної-Андро і роки її життя. Позаду пам'ятника, на кованому заборчику встановлена пам'ятна плита з того ж матеріалу, з історією життя померлої графині.  